# Biscuit ANZAC
Pour les articles homonymes, voir ANZAC.

Biscuits ANZAC sans coco

Le biscuit ANZAC est un biscuit fait de flocons d'avoine, de mélasse ou golden syrup et de noix de coco. Il est nommé en l'honneur des corps d'armée australien et néo-zélandais de la Première Guerre mondiale.
ANZAC est le sigle de Australian and New Zealand Army Corps (« Corps d'armée australien et néo-zélandais »), corps expéditionnaire qui a combattu durant la Première Guerre mondiale sur le front de l'Ouest en France et en Belgique, ainsi qu'au Moyen-Orient.
Surnommés « Soldiers' biscuits » d'abord, ces biscuits furent renommés « ANZAC biscuits » après la bataille des Dardanelles[réf. souhaitée]. La recette était prévue pour résister aux longs voyages de la Nouvelle-Zélande et l'Australie vers l'Europe. Toutefois, ces biscuits sont très différents, en forme et en ingrédients, des biscuits ANZAC d'aujourd'hui[réf. souhaitée].
Helen Leach, anthropologue spécialisée en gastronomie à l'université d'Otago en Nouvelle-Zélande, trouvera la première mention de biscuits ANZAC dans un livre de cuisine datant de 1921. « Oatmeal biscuit » (« biscuit à la farine d'avoine »), devient « ANZAC crispies » dans la neuvième édition de St Andrew's Cookery Book [réf. souhaitée]. Les éditions suivantes les appellent « ANZAC biscuits ».
La même recette fut incluse dans d'autres livres de cuisine de l'époque sous le nom descriptif de « rolled oats biscuits » (et aucune recette ne contenait de la coco, qui n'aurait été introduite qu'en 1927). Les biscuits de farine ou de flocons d'avoine (selon la recette) furent développés dans la ville de Dunedin comme variante des « oat cakes » écossais, cette ville étant un important centre d'immigration écossaise en Nouvelle-Zélande.
Les biscuits ANZAC ne doivent pas être confondus avec les hardtacks (biscuits de mer en français), qui sont surnommés "ANZAC wafers" en Australie et en Nouvelle-Zélande.
Aujourd'hui les biscuits ANZAC sont vendus dans les supermarchés. En raison de leur lien avec les forces militaires ils sont utilisés pour recueillir des fonds pour les vétérans de la RSA et RSL (respectivement les associations de vétérans néo-zélandais et australiens). Les biscuits de la première recette, de la guerre, sont parfois mangés par les randonneurs en raison de leur longue conservation.
Le nom ANZAC est protégé par la loi australienne [réf. souhaitée], et ne doit pas être utilisé sans la permission du ministère des anciens combattants [réf. nécessaire][Information douteuse] ; son utilisation abusive à des fins commerciales peut ainsi faire l'objet de poursuites judiciaires. Une exception est faite concernant les biscuits ANZAC pourvu que ceux-ci adhèrent à la première recette originelle et soient vendus et appelés « ANZAC biscuits » (et non cookies). [réf. souhaitée]
De nos jours des biscuits ANZAC sont encore présents dans les rations données aux militaires australiens.
Une version britannique du biscuit, dont la vente se fait au profit de la Royal British Legion, est commercialisée dans plusieurs grandes chaînes de supermarchés.